# Бхадрапур (аэропорт)

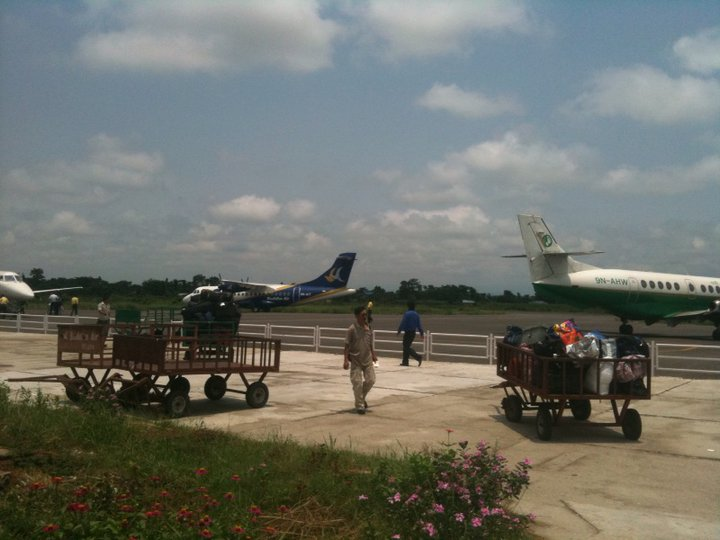
Час-пик в аэропорту Бхадрапур

Аэропорт Бхадрапур (англ. Chandragadhi Airport), (ИАТА: BDP, ИКАО: VNCG), также известный как аэропорт Чандрагадхи, — непальский аэропорт, обслуживающий коммерческие авиаперевозки городов Бхадрапур и Чандрагадхи (район Джхапа, зона Мечи).

## Общие сведения
Аэропорт расположен на высоте 91 метр над уровнем моря и эксплуатирует одну взлётно-посадочную полосу 10/28 размерами 1219х30 метров с асфальтовым покрытием.
Аэропорт находится в трёх часах езды от города Дарджилинг.